# 布塞諾
布塞諾是瑞士的城鎮，位於該國東部，由格勞賓登州負責管轄，距離貝林佐納19公里，面積11.15平方公里，海拔高度801米，2011年人口104，人口密度每平方公里9人。

## 外部連結
- Official website （意大利文）